# 巴克內爾嶺
79°58′S 158°38′E / 79.967°S 158.633°E
巴克內爾嶺（英語：Bucknell Ridge）是南極洲的山嶺，位於奧次地，處於達爾文冰川南面，由英聯邦的探險隊繪入地圖，該山嶺現時由南極條約體系管理。